# رهاب الإسلام في النرويج
يشير رهاب الإسلام في النرويج (بالإنجليزية: Islamophobia in Norway)‏ إلى مجموعة من الخطابات والسلوكيات والمنظمات التي تعبر عن مشاعر القلق والخوف والعداء والرفض تجاه الإسلام و/أو المسلمين في النرويج. رهاب الإسلام يتجسد من خلال التمييز في القوى العاملة، والتغطية السلبية في وسائل الإعلام، والعنف ضد المسلمين.

## التمييز
في أكتوبر 2015، تم إبعاد مسلمة تدعى مليكة بيان عن صالون لتصفيف الشعر في برينه من قبل مصففة شعر تدعى ميريت هودني قالت إن الحجاب الذي كانت ترتديه بيان كان «رمزا شموليا». قالت هودني أيضا أن الإسلام ليس دينا وإنما هو أيديولوجية سياسية. تمت معاقبة هودني بغرامة 10,000 كرونة بتهمة التمييز الديني. وقف النائب السابق بيتر ن. ميهري في صف هودني قائلا إن الحجاب يشبه الزي النازي وندد بنظام المحكمة لإدانتها هودني بتهمة التمييز. كشفت وسائل الإعلام النرويجية قبل صدور حكم المحكمة أن ميريت هودني كانت عضوة سابقة في جماعة بيغيدا المعادية للإسلام.

### استطلاعات الراي
في استطلاع وطني للرأي عام 2012 أعده مركز دراسات المحرقة والأقليات الدينية في النرويج، أفاد 66 في المائة ممن شملهم الاستطلاع أنهم «يكرهون بشدة» (38 في المائة) أو «يكرهون» (28 في المائة) أن يتزوج مسلم من عائلتهم.

## في العمل
وجدت دراسة أجراها عام 2012 باحثون في المعهد النرويجي للبحوث الاجتماعية أن طالبي العمل الذين يحملون أسماء باكستانية أو ذات أصل مسلم يتلقون ردودا أقل بنسبة 25٪ من أصحاب العمل مقارنة بالنرويجيين «العرق» الذين يتقدمون لذات المناصب والذين حصلوا على مؤهلات وخبرات عمل مماثلة. خلصت دراسة أجريت عام 2006 إلى أن المهاجرين الصوماليين والعراقيين واجهوا التمييز أكثر من أي مجموعة مهاجرة في سوق العمل والإسكان.

## في التعليم
خلص بحث أجراه المعهد النرويجي للبحوث الاجتماعية في عام 2014 إلى أن تواجد المسلمين في بيئة أكاديمية في النرويج تزيد من المواقف الاجتماعية السلبية.
في يونيو 2018، صوت البرلمان النرويجي لحظر البرقع والنقاب في المدارس ودور الحضانة والجامعات. هذا يجعل النرويج واحدة من عشر دول أوروبية قامت بحضر الملابس الدينية الخاصة بالمرأة المسلمة.

## في السياسة
في أغسطس 2014، تم انتقاد النائب عن حزب التقدم أولف ليرستين لأنه أشار إلى نظرية مؤامرة أورابية في إشارة إلى الهجرة. اتهم ليرستين أيضا النائبة المسلمة هادية طاجيك بدعمها لتنظيم الدولة الإسلامية (داعش) وممارسة التقية. دافع نائب رئيس حزب التقدم النائب بير ساندبرج، عن تصريحات ليرستين ووصفها بأنها «حرية التعبير».
في أعقاب حكم أصدرته المحكمة الأوروبية لحقوق الإنسان في مارس 2017، عبر كارل آي هاجن، الزعيم السابق لحزب التقدم، عن دعمه لحظر موظفي البلدية في أوسلو من ارتداء الحجاب.

## في وسائل الإعلام
أثارت اتفاقية مناهضة جميع أشكال التمييز العنصري في عام 2015 مخاوف بشأن «زيادة خطاب [الكراهية] وخطاب كراهية الأجانب من جانب السياسيين، ووسائل الإعلام وغيرها من البرامج العامة» في النرويج.

## في النظام القضائي
تعرضت الحكومة النرويجية لانتقادات من اللجنة الأوروبية لمكافحة العنصرية والتعصب التابعة للمجلس الأوروبي، ولجنة الأمم المتحدة لمكافحة جميع أشكال التمييز العنصري، ولجنة المظالم النرويجية للمساواة ومناهضة التمييز بسبب عدم بذل جهود متواصلة ضد خطاب الكراهية. أول حكم على الإطلاق ضد مواطن نرويجي بسبب خطاب كراهية وُجه ضد مسلم كان في أكتوبر 2014. المسلمون النرويجيون الذين تمت مقابلتهم في تقرير لصحيفة حول هذه المسألة في أغسطس 2015 ذكروا أن «المسلمين لا يبلغون عن جرائم كراهية» لأنهم «ليست لهم ثقة في الشرطة وأنها لا تأخذ الأمر على محمل الجد».

## جرائم الكراهية
بعض المساجد في النرويج كانت ضحية لهجمات متعمدة. في فبراير 2015، اتُهم ثلاثة رجال بارتكابهم العنف لدوافع عنصرية ضد اثنين من الأكراد النرويجيين وسط أوسلو. زُعم أن الجناة كانوا يصرخون بعبارات مثل «المسلمون الملعونون، ليس لديكم أي شيء تفعلونه هنا» و «عودوا إلى أوطانكم، الإرهابيين الملعونين» بينما كانوا يركلون ويضربون الضحايا في رؤوسهم وأجسادهم. كانت لاثنين من مرتكبي هذه الجريمة صلات بجماعات النازيين الجدد في النرويج.

## المنظمات
وقف أسلمة النرويج هي منظمة نرويجية تأسست في عام 2008، على الرغم من أن تاريخها يعود إلى مجموعة بدأت في عام 2000. هدفها المعلن هو العمل ضد الإسلام، الذي يصفونه بأنه أيديولوجية سياسية شمولية تنتهك الدستور النرويجي وكذلك القيم الديمقراطية والإنسانية. يرأس المنظمة آرني تومير، وتضم عدة آلاف من الأعضاء والمؤيدين. بينما تدعي المجموعة أنها تنتقد الدين فقط، إلا أنها متهمة بالترويج للوصم والإقصاء والتمييز ضد المسلمين النرويجيين.

## المعارضة
يعمل المركز النرويجي لمناهضة العنصرية ومنظمة مكافحة التمييز العام على مواجهة ما يعتبرونه مواقف وأفكار تمييزية. تشجع الكنيسة الحكومية اللوثرية في النرويج الحوار بين الأديان والعلاقات مع المسلمين النرويجيين. الكنيسة لديها أيضا اتصالات مع المجلس الإسلامي النرويج.